# Битва за острів Вейк
Битва за острів Вейк (англ. Battle of Wake Island) почалась одночасно з нападом на Перл-Гарбор, 7 грудня 1941 року та закінчилась 23 грудня 1941 року здачею острова японцям.

## Передумови
В січні 1941 року на острові Вейк, розташованому за 2000 миль від Перл-Гарбора, США збудували військову базу. 19 серпня на острові з'явився перший постійний гарнізон — резервні сили 1-го батальйону морської піхоти, чисельністю до 450 офіцерів та солдатів під командуванням майора Джеймса Деверо (англ. James P.S. Devereux), які мали на озброєнні шість старих 127/51-мм гармат (англ. 5"/51 caliber gun), раніше знятих при модернізації з лінійного корабля «Техас», десять 76/50-мм зенітних гармат (англ. 3"/50 caliber gun), вісімнадцять станкових кулеметів Браунінг M2 і тридцять станкових кулеметів Браунінг M1917. Також на острові перебували близько 1 200 цивільних, що будували аеродром та базу підводних човнів. 4 грудня авіаносець «Ентерпрайз» доставив на острів 12 літаків авіагрупи VMF-211 — F4F Вайлдкет (F4F-3 старий тип літаків, які не мали броні та самозатягувальних баків). Командир авіагрупи майор Пол Патнем (англ. Paul A. Putnam).

## Перша спроба висадки

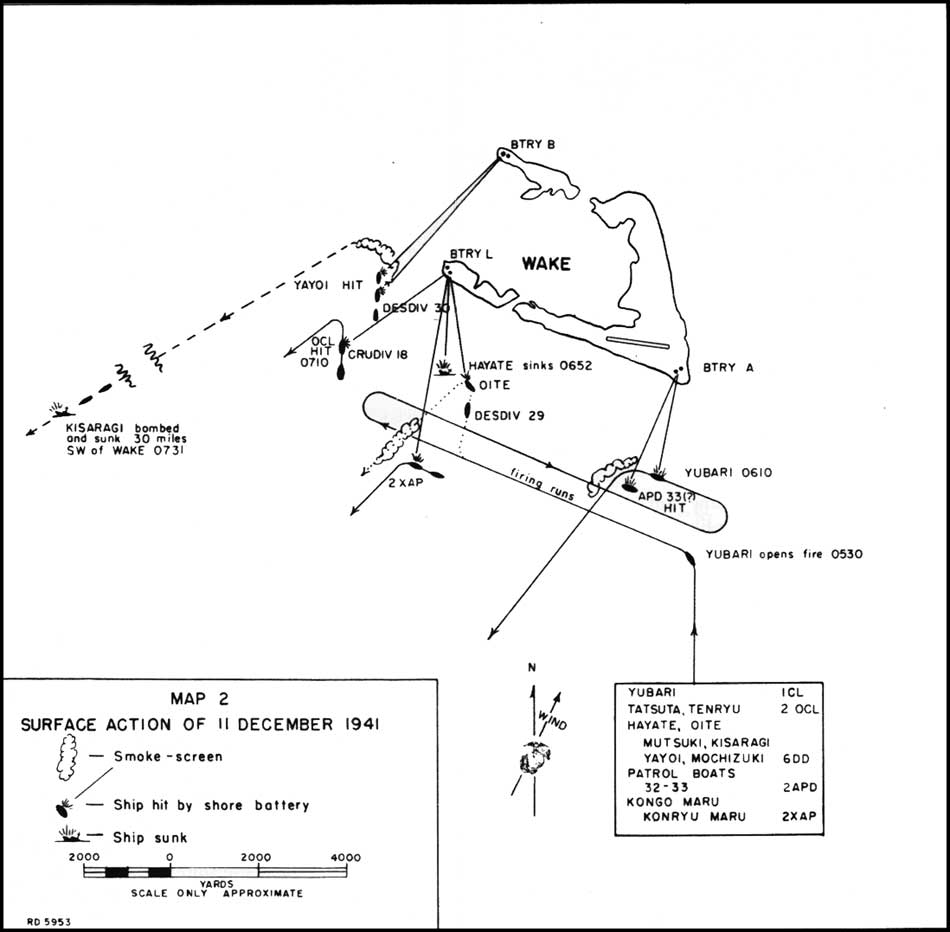
Карта бою 11 грудня

8 грудня 1941 року 36 японських літаків Mitsubishi G3M, розташованих на авіабазах островів Рой та Намур в північній частині атолу Кваджалейн на Маршаллових островах, почали бомбардування острова, знищивши 8 з 12 літаків. На світанку 11 грудня в районі острова з'явились японські сили під командуванням контр-адмірала Садаміті Кадзіока у складі: 3 легких крейсерів «Юбарі», «Тенрю», «Тацута»; 6 есмінців першого класу «Хаяте», «Яйой», «Оіте», «Асанагі» типу «Камікадзе», «Муцукі», «Кісарагі» типу «Муцукі»; 2 патрульні човни No. 32 (колишній есмінець другого класу «Аоі» типу «Момі»), No. 33 (колишній есмінець другого класу «Хагі» типу «Момі») типу No. 31; 2 військово-транспортні човни. Коли японські кораблі наблизились до острова, артилеристи морської піхоти відкрили вогонь з 127-мм гармат, а літаки-винищувачі піднялись в повітря. Після того, як були потоплені есмінці «Хаяте» та «Кісарагі», а два крейсери отримали пошкодження, японці відійшли, так і не висадивши десант.
Адмірал Газбенд Кіммел розробив план допомоги острову. Авіаносець «Саратога» під командуванням контр-адмірала Флетчера повинен був прикривати поповнення, яке прямувало на острів, в той час як 2 інші авіаносці складали групу підтримки. Проте час був згаяний. «Саратога», що тільки-но прибув у Перл-Гарбор із західного узбережжя США, закінчив прийом палива тільки до вечора 16 грудня. 21 грудня він перебував за 600 миль від Вейка, але йому знадобилось ще 2 дні, щоб поповнити запаси палива на есмінцях супроводження.

## Друга атака

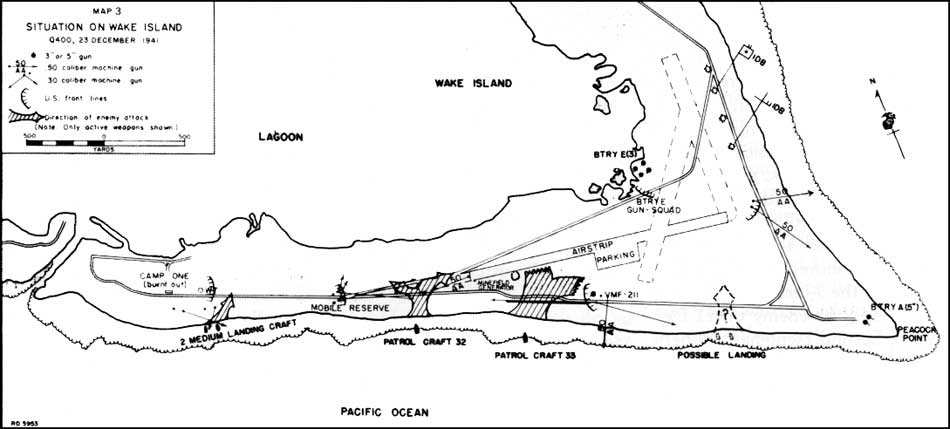
Зони висадки японців 23 грудня

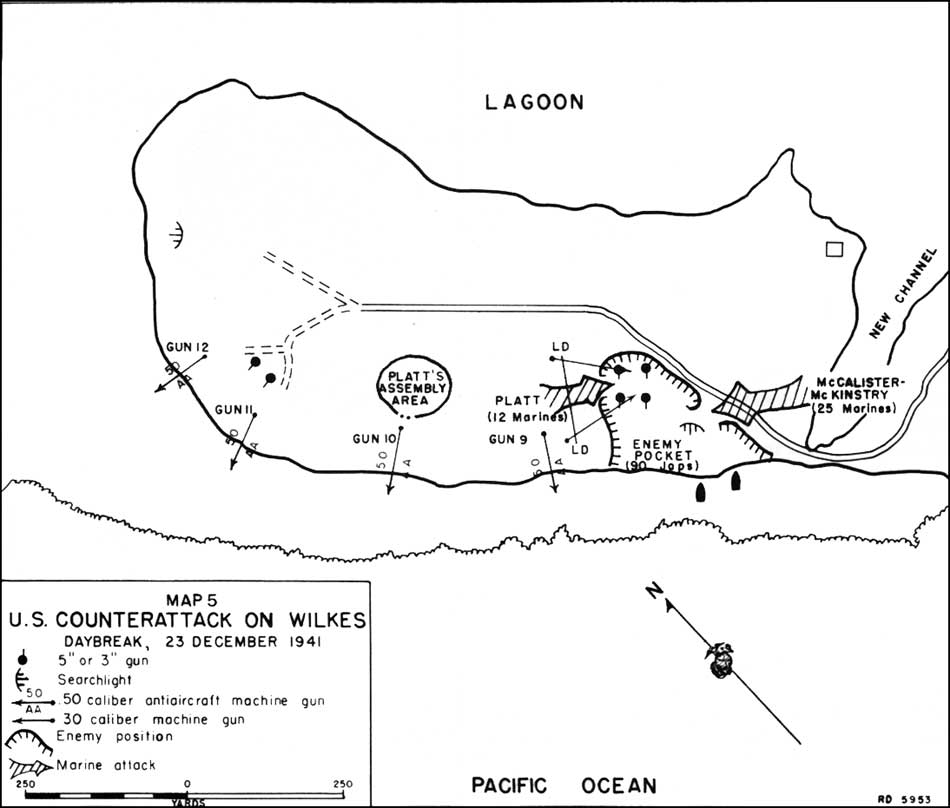
Карта бою 23 грудня

Швидко оговтавшись від поразки, 23 грудня японці відправили до острова нові, більші сили під прикриттям 3 важких крейсерів. Адмірал Тюїті Наґумо, що повернувся з Перл-Гарбора, виділив для цієї групи ще 2 авіаносці — «Хірю» та «Сорю», щоб підтримати висадку десанту. На світанку 22 та 23 грудня літаки з цих авіаносців знищили літаки американців, що ще залишились в строю, а вночі 23 грудня японський десант підійшов до берега, вибравши для висадки такі 3 пункти, де не могла діяти артилерія морської піхоти. В той же час японські крейсери почали обстріл острова, залишаючись на відстані, недосяжній для 127-мм гармат.
Після безнадійної боротьби захисники острова вимушені були здатись.
Японці утримували острів до 4 вересня 1945 року, допоки японський гарнізон не здався ескадрі ВМС США.